# Markus Egger (beachvolleyballer)
Markus Egger (Zug, 24 februari 1975) is een Zwitsers voormalig beachvolleyballer. Met Sascha Heyer werd hij in 2001 Europees kampioen.

## Carrière
Egger debuteerde in 1997 met Heyer in de FIVB World Tour. Ze namen deel aan vier toernooien met twee zeventiende plaatsen als beste resultaat. Vervolgens speelde hij van 1998 tot en met 2000 samen met Bernhard Vesti. Het eerste seizoen deed het duo mee aan acht World Tour-toernooien met een vijfde plaats in Marseille als beste resultaat. Het jaar daarop namen ze deel aan tien wedstrijden en aan het kwalificatietoernooi voor de WK in Marseille, waar ze het hoofdtoernooi niet wisten te bereiken. Bij de EK in Mallorca eindigden ze als zeventiende. In 2000 was het duo actief op twaalf internationale toernooien, waarbij het niet verder kwam plaats vijfentwintig. Daarnaast won Egger met Heyer de zilveren medaille bij de EK in Getxo nadat ze de finale van hun landgenoten Paul en Martin Laciga verloren hadden.
Van 2001 tot en met 2004 vormde Egger een team met Heyer. Het eerste jaar namen ze deel aan acht reguliere toernooien in de World Tour. Ze eindigden tweemaal in de top tien; zowel in Lignano als Marseille werden ze negende. Bij de WK in Klagenfurt bereikte het duo de zestiende finale waar het werd uitgeschakeld door de Brazilianen Emanuel Rego en Tande Ramos. In Jesolo werden Egger en Heyer daarnaast Europees kampioen door de finale van de broers Laciga te winnen. Het jaar daarop wisten ze hun titel niet te prolongeren nadat ze in de derde herkansingsronde werden uitgeschakeld door het Noorse duo Iver Horrem en Bjørn Maaseide. In de World Tour speelden ze negen wedstrijden en in Klagenfurt behaalden ze met een tweede plek hun eerste podiumplaats. Daarnaast eindigde het tweetal in Gstaad (vijfde) en Montreal (negende) eveneens in de top tien.
In 2003 namen Egger en Heyer in aanloop naar de WK in Rio de Janeiro deel aan negen FIVB-toernooien. Ze behaalden de tweede plaats in Los Angeles en bereikten verder vier keer de kwartfinale (Rodos, Gstaad, Espinho en Klagenfurt). In Rio ging het duo als groepswinnaar door naar de zestiende finale waar het verloor van het Noorse tweetal Jørre Kjemperud en Vegard Høidalen. Bij de EK in Alanya wonnen ze de bronzen medaille door de Russen Roman Arkajev en Dmitri Barsoek in de troostfinale te verslaan. Een jaar later behaalden ze achter de Duitsers Markus Dieckmann en Jonas Reckermann de zilveren medaille bij de EK in Timmendorfer Strand. In de World Tour deed het tweetal mee aan dertien toernooien. In Mallorca (tweede) en Rio (derde) eindigden ze op het podium en bij zeven van de resterende tien toernooien haalden ze de top tien. Desalniettemin wisten Egger en Heyer zich niet te plaatsen voor de Olympische Spelen in Athene daar zich al twee Zwitserse teams gekwalificeerd hadden.
Vanaf 2005 vormde Egger twee jaar een duo met Martin Laciga. Het tweetal speelde het eerste seizoen twaalf reguliere wedstrijden in de World Tour. Ze wonnen in Stare Jabłonki, eindigden als tweede in Athene en Kaapstad en werden derde in Shanghai. Bij de WK in Berlijn verloren Egger en Laciga in de derde ronde van de Duitsers Marvin Polte en Thorsten Schoen, waarna ze in de derde herkansingsronde door het Canadese duo Conrad Leinemann en Richard van Huizen definitief werden uitgeschakeld. Het jaar daarop namen het tweetal deel aan acht toernooien met als beste resultaat een vijfde plaats in Montreal. In 2007 speelde Egger met Laciga op het CEV-toernooi van Sankt Pölten zijn laatste professionele beachvolleybalwedstrijd.

## Palmares
Kampioenschappen
- 2000:  EK
- 2001:  EK
- 2003:  EK
- 2004:  EK

FIVB World Tour
- 2002:  Grand Slam Klagenfurt
- 2003:  Grand Slam Los Angeles
- 2004:  Mallorca Open
- 2004:  Rio de Janeiro Open
- 2005:  Shanghai Open
- 2005:  Stare Jabłonki Open
- 2005:  Athene Open
- 2005:  Kaapstad Open